# Comiac
Comiac korábbi község Franciaországban, Lot megyében. Lakosainak száma 213 fő (2018. január 1.). Comiac Camps-Saint-Mathurin-Léobazel, Calviac, Lamativie, Laval-de-Cère, Sousceyrac-en-Quercy és Teyssieu községekkel határos.
2016. január 1-jén négy másik korábbi községgel egyesült és az így létrejött Sousceyrac-en-Quercy új község része lett.

## Népesség
A település népességének változása:
| Lakosok száma | 475  | 473  | 307  | 272  | 252  | 233  | 230  | 222  | 214  | 213  |
|               | 1962 | 1968 | 1982 | 1990 | 1999 | 2008 | 2011 | 2013 | 2017 | 2018 |